# Araneus zebrinus
Araneus zebrinus là một loài nhện trong họ Araneidae.
Loài này thuộc chi Araneus. Araneus zebrinus được miêu tả năm 1994 bởi Zhu & Jia-Fu Wang.